# Jiang Rong
Jiang Rong (en chino: 姜 戎; en pinyin: Jiāng Róng; Pekín, abril de 1946) es un escritor chino autor de la novela Tótem Lobo (狼 图腾), publicada en 2004 con gran éxito y que ha batido récords de ventas: ha vendido más de cuatro millones de copias en China y probablemente cuatro o cinco veces más si se tienen en cuenta las versiones piratas.

## Biografía
JIang Rong es el seudónimo del escritor chino Lü Jiamin (呂嘉民), que nació en Pekín el 1 de marzo de 1946. Sus padres se habían unido al Partido Comunista Chino en la década de 1920 en Shanghái. Su padre se unió a las filas comunistas porque los comunistas luchaban contra los japoneses y tras la guerra dirigió un departamento del Ministerio de Sanidad.
Jiang Rong se ofreció voluntario para ir a Mongolia en 1967 como Guardia Roja durante la Revolución Cultural. Allí viviría como nómada durante 11 años.
Regresó a Pekín en 1978, con la ola de jóvenes educados que volvían a la ciudad con la nostalgia de la vida en el campo. En Pekín, en 1979, participó en el que se llamó la Primavera de Pekín. Estudió Economía en el Instituto Chino de Ciencias Sociales (社科院 研究生 院) y posteriormente, en 1983, se convirtió en redactor jefe de la revista literaria “Primavera de Pekín” (北京之春), y profesor ayudante en el Instituto de Relaciones Industriales de China (中国 劳动 关系 学院). 
En junio de 1989 participó en las protestas de la plaza de Tian'anmen. Fue arrestado y liberado sin más juicio en enero de 1991, después de dieciocho meses detenido y perdió el puesto de profesor ayudante en la Universidad de Pekín.
Está casado con la famosa escritora Zhang Kangkang.

## El libro
El primer borrador de Tótem Lobo se completó en 1997, pero la versión final se presentó al editor a finales de 2003. 
El contenido del libro se basa en la experiencia personal del autor, principalmente en torno a varias leyendas e historias reales sobre lobos salvajes de la estepa mongola.
También es una crítica a la devastación cometida en Mongolia Interior, donde se ha destruido el equilibrio ecológico del lobo, la gacela, la marmota y el ser humano, convirtiendo las praderas en polvo.
En cuanto se publicó, el libro generó controversia. Algunos criticaron las inexactitudes históricas de la novela, mientras que otros percibieron una fuerte carga de nacionalismo.
Aunque Lü dio entrevistas en medios locales y extranjeros, rechazó que se publicaran fotos suyas. Hasta 2006, solo cinco personas sabían su verdadera identidad, ya que nunca reveló su nombre real a la prensa. Su identidad sería conocida en noviembre de 2007, cuando ganó el primer Premio Literario MAN Asia; la prensa mundial publicó una foto que había compartido con el jurado, así como su nombre real.

### Premios
- En 2005 ganó el Premio de Novela Jiutouniao y en 2007 ganó el Premio Literario MAN Asia, el primero que se otorgó.
- También tiene el Premio Bienal de Literatura Dingjun.

### Traducción al castellano
Existe una traducción desde el inglés, publicada por Alfaguara en 2008.

### Adaptación al cine
El director francés Jean-Jacques Annaud adaptó la obra al cine con el título de El último lobo. La película fue estrenada en 2005 y está protagonizada por Feng Shaofeng y Shawn Dou. 